# Madame Restell

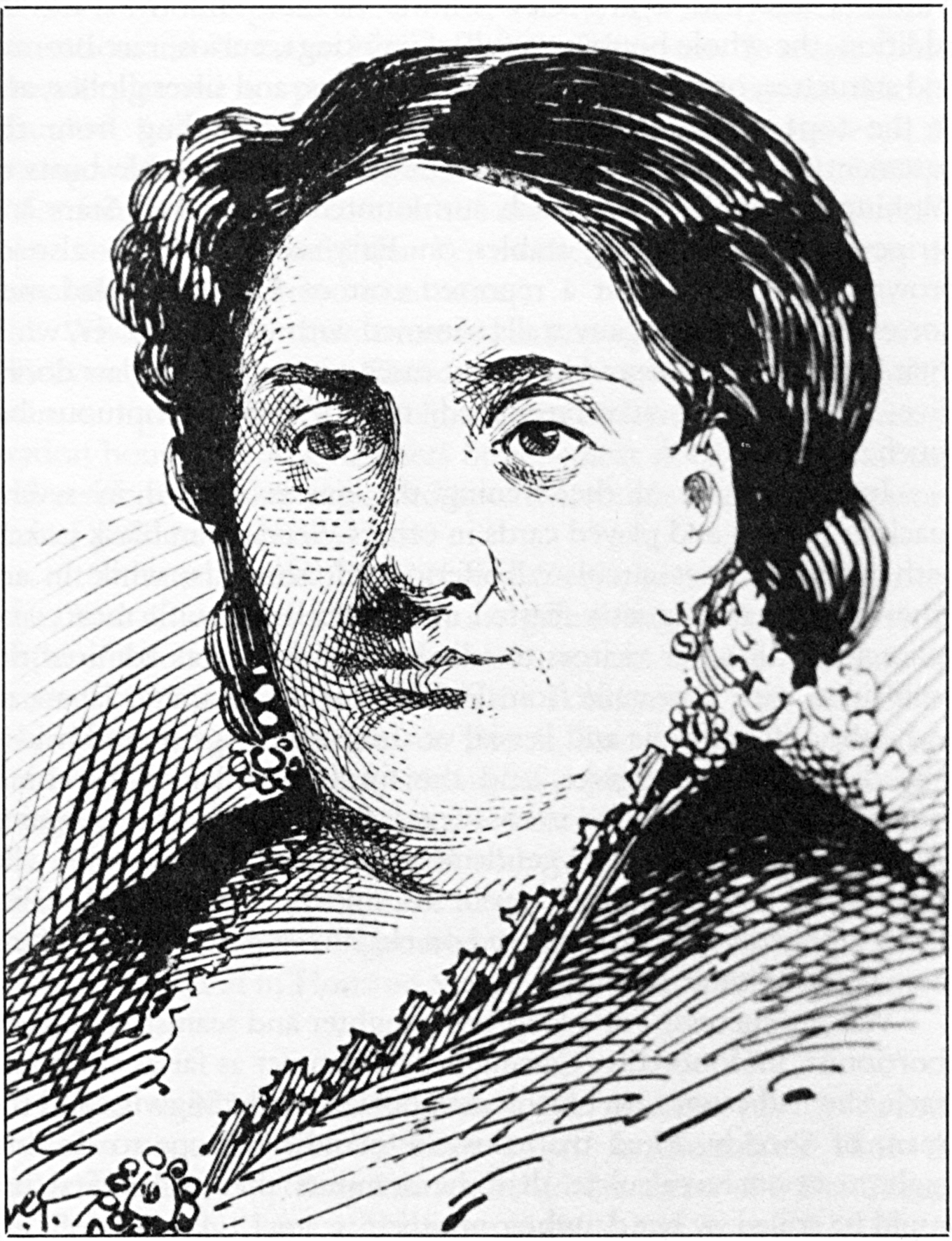
Dibujo de la abortista Ann Lohman (alias Madame Restell) basado en una fotografía, 1888.

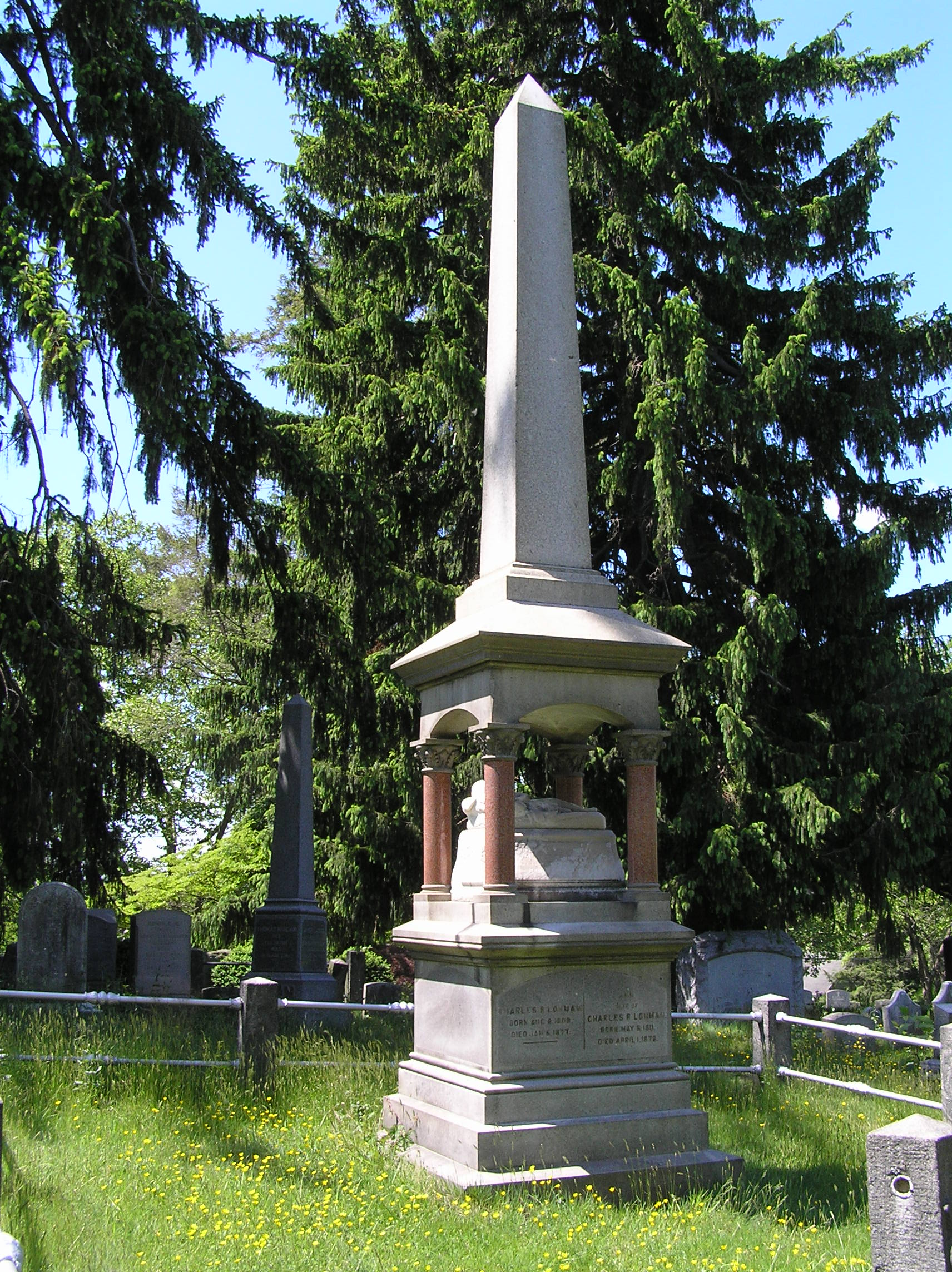
La tumba de Madame Restell en el Cementerio de Sleepy Hollow.

Ann Trow Lohman  (6 de mayo de 1812 – 1 de abril de 1878), más conocida como Madame Restell, fue una conocida abortista del siglo XIX que practicó en la ciudad de Nueva York.

## Primeros años
Ann Trow Sommers, nació en Painswick, Gloucestershire, Inglaterra en 1812. Su padre era un obrero. A los quince años empezó a trabajar como sirvienta para la familia de un carnicero, y a los dieciséis se casó con un hombre de Wiltshire llamado Henry Sommers, que era un sastre alcohólico . Después de tres años viviendo en Inglaterra, emigraron a Nueva York en 1831 donde Sommers murió de tifus en 1833. Ann Trow Sommers se quedó sola con su hijita, Caroline, viéndose obligada a trabajar como costurera y partera para subsistir.
En 1836 se volvió a casar, con un inmigrante ruso-alemán, Charles Lohman. Charles Lohman trabajaba en el negocio de la impresión, y en la época era impresor para el New York Herald. Lohman era un radical y librepensador, amigo y colega de George Matsell, el editor de la revista radical Free Inquirer. Con Matsell, Lohman participó en la publicación del libro de Robert Dale Owen Fisiología Moral; o un Breve y Sencillo Tratado sobre la cuestión de la población (1831) y el de Charles Knowlton Fruits of Philosophy; o The Private Companion of Young Married People (1831).
El hermano de Ann, Joseph Trow, también había emigrado a Nueva York, y trabajaba como ayudante de ventas en una farmacia. Ann continuó desarrollando un interés en la salud de las mujeres.

## Carrera
Charles y Ann desarrollaron una falsa historia para validar los intereses de Ann en la partería y la salud de las mujeres. Según su historia, había viajado a Europa para entrenarse en partería con un renombrado médico francés llamado Restell. Empezó a vender medicina patentada, y (probablemente en asociación con su marido y hermano) creando productos para el control de la natalidad como "polvos preventivos" y "Píldoras mensuales femeninas", anunciados bajo el nombre "Madame Restell". Vendía estos productos a través del correo y mediante visitas a domicilio. Cuando estas "Píldoras Mensuales" probaron ser insuficientes para que una mujer interrumpiera un embarazo y así mantener su estatus en sociedad, Restell ingenió otra solución. Médicos y farmacéuticos autodeclarados, ella y su marido se convirtieron en cirujanos. El nuevo título les aseguraba poder ofrecer procedimientos más provechosos pudiendo actuar bajo la misma pena legal dada por ofrecer medicación inductora al aborto. Los abortivos habituales en la época eran a menudo mezclas de hierbas como ergot, calomel, aloe, o eléboro negro. Se creía que provocaban trastorno en el tracto digestivo, induciendo el aborto. Los abortos quirúrgicos, mucho más peligrosos, incluían ruptura del saco amniótico, o la dilatación de cérvix (parto prematuro), o incluso decapitación en el útero.

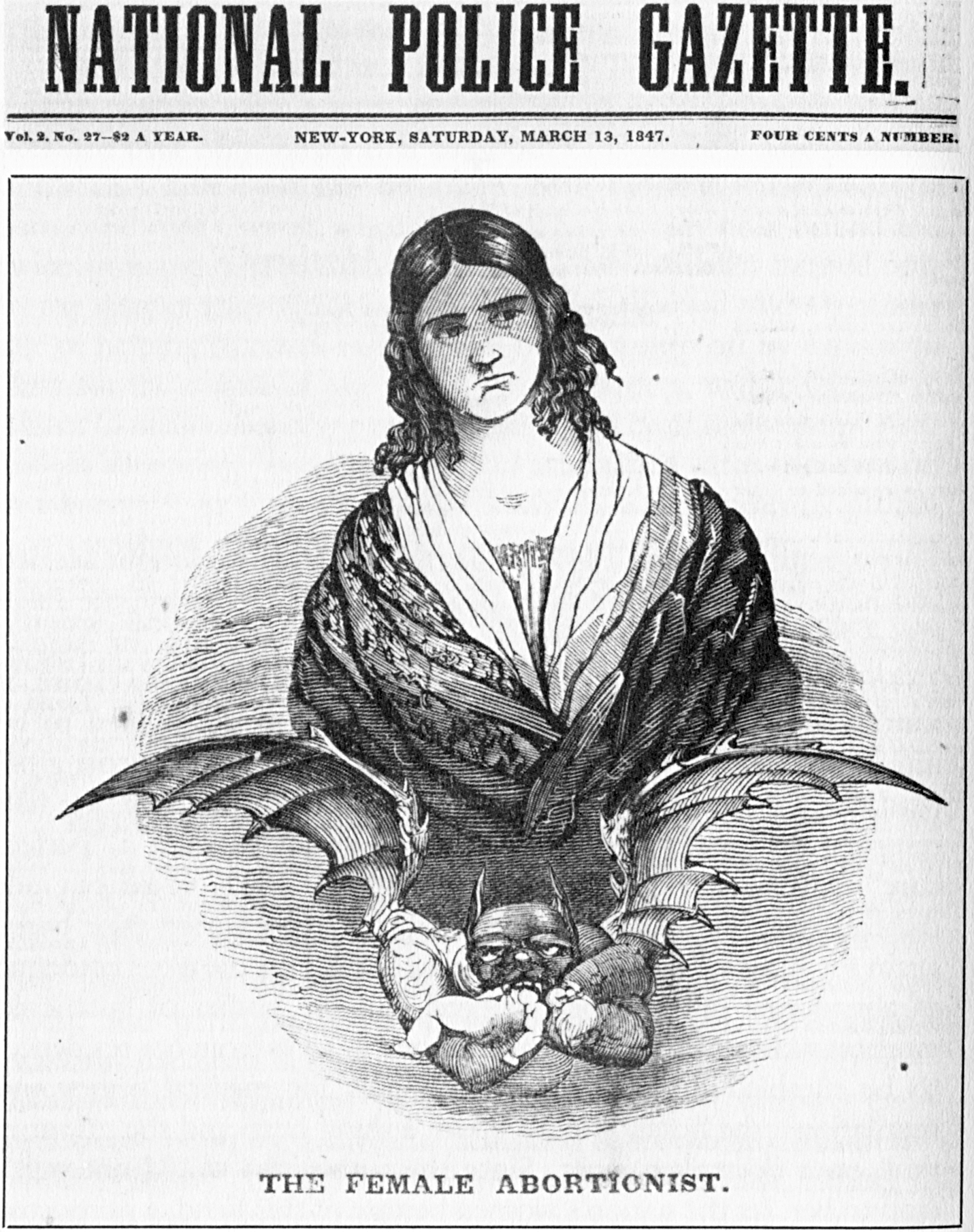
Madame Restell en la portada de la National Police Gazette, 1847.

Madame Restell anunciaba sus servicios como "médica femenina" en diarios como el Herald e incluso el New York Times. Ella y su marido Charles operaban desde una gran mansión de piedra marrón en la esquina nordeste de la Quinta Avenida y la Calle 52.
Cuando Restell empezó su negocio, los abortos no eran ilegales, solo los abortos quirúrgicos estaban prohibidos. Eso sí, siempre solo antes del "aceleramiento", esto es, cuando la mujer empezaba a sentir el movimiento del feto (esto sucede habitualmente en torno a los 4 meses de gestación). Pronto, el éxito de Restell hizo surgir imitadoras y competidoras. Esto atrajo la atención de la AMA (American Medical Association, fundada en 1847), la cual oficialmente lanzó una campaña en 1857 para acabar con el aborto. Con el fin de conseguir apoyo para su causa, la AMA apuntó a Restell, la abortista más famosa y la consideró el enemigo. El término "restellismo" llegó a servir de eufemismo para aborto. Con los rápidos cambios de la ley en Nueva York, Restell fue constantemente acosada por las autoridades y los cruzados en contra del aborto para poner fin a su práctica.
También se encontró con la oposición de la prensa. Enoch E. Camp y la Gaceta de la Policía Nacional de George Wilkes cubrían las "noticias sobre el crimen" de Nueva York con historias detalladas sobre robos, abortos y violaciones, entre otros. La cobertura no se limitó a Nueva York sino que se extendió a las principales ciudades de los Estados Unidos y Europa. La Gaceta reclamó que además de efectuar abortos, "…la mayoría de los niños abandonados encontrados casi diariamente en la ciudad provienen de su establecimiento [el de Restell]."
Editores conservadores como Samuel Jenks Smith del New York Sunday Morning News condenaron públicamente la profesión de Restell. El 7 de julio de 1839—el primer ataque de la prensa contra Restell— su editorial afirmó que su negocio "…ataca la raíz de todo orden social." Según Smith, los doctores creían que Restell estaba haciendo un trabajo peligroso, y que "...lo que estaba haciendo era imposible sin poner en peligro las vidas de las pacientes". Su trabajo fue considerado "pecaminoso".
Pero la exposición de esta controversia no se limitó a los hombres. Las periodistas femeninas también se involucraron en  operaciones encubiertas para arrojar luz sobre los abortos ilegales en ciudades como Chicago, con un ejemplo en el Chicago Times firmado por "Girl Reporter". Esta mujer no identificada expuso a médicos como el Dr. JH Ethridge de la sociedad Médica de Chicago, el Dr. John Chaffee, y Dr. Edwin Hale. En sus alegatos, estos doctores y otros apalabraron practicar abortos y así violar el estatuto de 1867 de Illinois que penaliza tales procedimientos.
Madame Restell se hizo tan conocida por todo Nueva York que las copias de sus juicios se publicaron en el Times y la Police Gazette. Fue catalogada como una atracción de la metrópoli neoyorquina en guías turísticas de la ciudad.

## Problemas legales
En 1840, una paciente llamada Maria Purdy acusó a Restell de causarle tuberculosis a través del procedimiento del aborto. La prensa entró en erupción con calumnias contra Restell, llamándola "el monstruo en forma humana" y acusándola de actos contra Dios. Restell prometió una compensación monetaria para cualquiera que pudiera probar que sus métodos eran peligrosos, y aunque inicialmente fue declarada culpable, su apelación revocó dicho veredicto. Su incómoda relación con la opinión pública continuó.
Mary Applegate era una mujer soltera, pero con un amante, que había sido enviada a Madame Restell desde Filadelfia por su ilícita pareja. El padre había arreglado para que Restell adoptara al bebé. Applegate no conocía este trato hasta que regresó a Filadelfia y fue saludada fríamente por su antiguo amante. Applegate entonces volvió hasta Restell para pedirle el niño, pero Restell reclamó no saber nada de la criatura. Restell fue inmediatamente pintada como el villano por la prensa en publicaciones como la New York Medical and Surgical Reporter.
En 1841, Mary Rogers fue encontrada muerta en el río Hudson. Algunos diarios sugirieron que había muerto durante un aborto llevado a cabo por Restell.
El aborto fue pronto declarado ilegal por el estado de Nueva York en 1845. Esta ley restringió aún más las leyes de la década anterior. Un aborto que resultara en la muerte de la madre o fuera efectuado después del "aceleramiento" era desde ahora homicidio en segundo grado. Una adición nueva en la ley hizo que vender abortivos o provocar abortos en cualquier etapa durante el embarazo fuera un delito punible con un año obligatorio en prisión. Además, las mujeres que buscaran hacerse un aborto o intentar su propio aborto serían multadas con $1000. El aborto se definió legalmente como un tema obsceno y ya no sería cubierto por la letra impresa. A las mujeres ya no se les permitía hablar libremente sobre él. Restell evitó las nuevas restricciones publicitando sus servicios como métodos para regular la menstruación.
En 1847, nuevamente se presentaron cargos contra Restell por actuar en un aborto, lo que la llevaría a una condena.

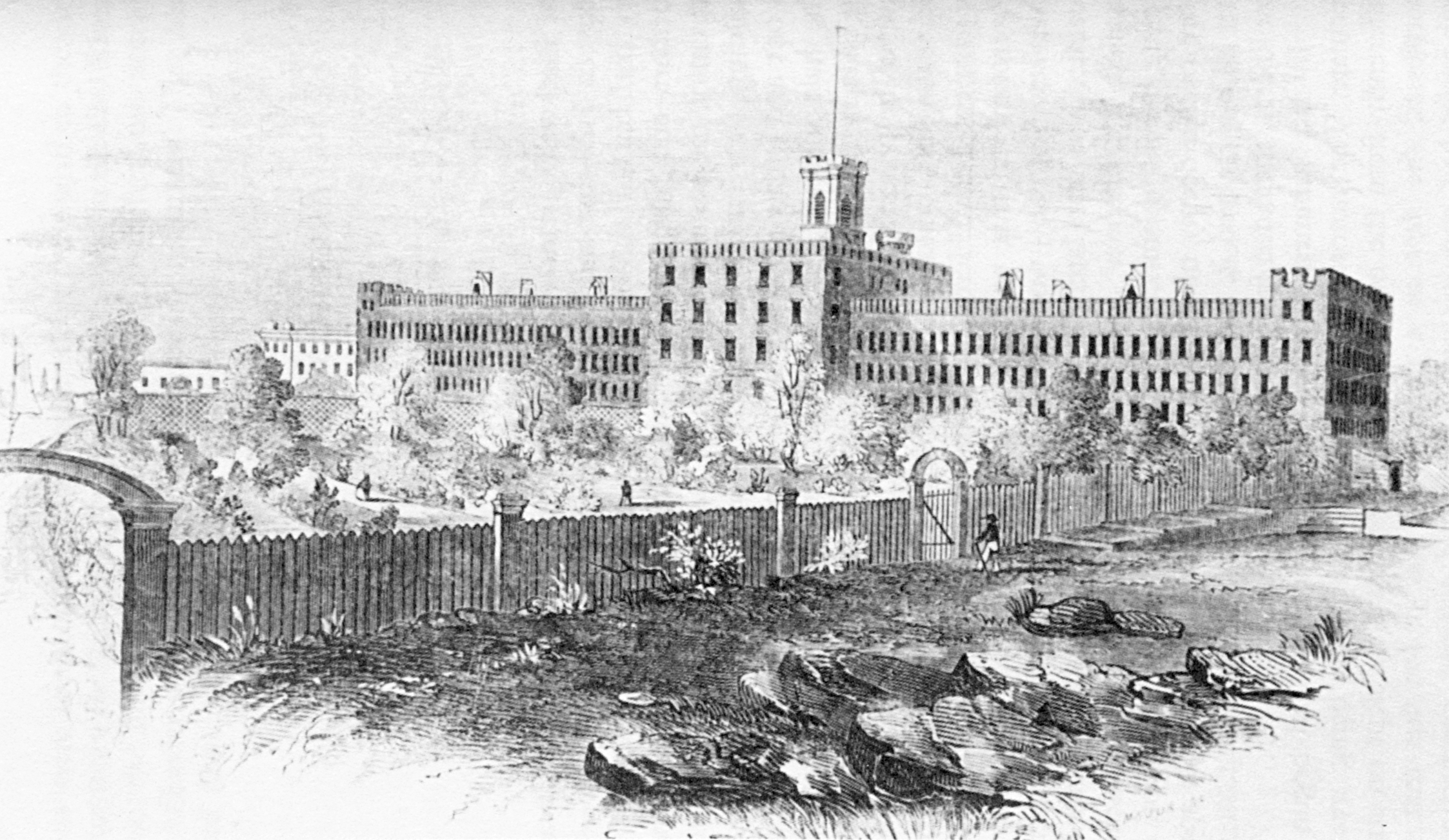
Prisión en la isla de Blackwell.

Esta condena, sin embargo, fue "universalmente aclamada", y la cobertura de los medios al juicio provocó una discusión sobre los abortos con fines de lucro realizados por médicos. Además, se observó que las víctimas eran típicamente "mujeres pobres, sin educación" de Nueva Inglaterra y Connecticut que venían a Nueva York para abortar.
Maria Bodine fue enviada a Madame Restell por su maestra para que le practicara un aborto. Restell determinó que el embarazo de Maria ya estaba demasiado avanzado, pero la maestra insistió. Finalmente, pagó una fuerte suma a Restell a cambio de practicar igualmente un aborto a Maria. La joven luego regresó a su trabajo como sirvienta. Pero se puso enferma y al visitar a un doctor, se vio obligada a admitir su aborto. Restell fue llevada a juicio. Durante este caso, la defensa de Madame Restell pintó a Bodine como una mujer "suelta" cuyos daños eran resultado de la sífilis y nada tenían que ver con Restell, mientras los abogados de Maria Bodine consideraron a Restell una mujer incompetente y sin Dios. Restell perdió el juicio y acusada de un delito menor fue sentenciada a un año de prisión en la isla Blackwell.
Después de que Madame Restell terminó su plazo en prisión, retomó su negocio. Se retiró de los abortos quirúrgicos enteramente, y concentró sus esfuerzos en las píldoras y su casa de pensión. En 1854, Restell solicitó la ciudadanía de EE. UU. y le fue concedida. La evidencia presentada en un juicio por incumplimiento de promesa matrimonial en 1854 sugiere que Restell y su marido cobraban entre $50 y $100 por aborto en este tiempo y tenían una clientela regular. Con anterioridad a la ley de 1845, Restell cobraba a sus clientes en una escala acorde a su clase social. A muchos de los pacientes más ricos Restell les cobró más de $1000. Mientras Madame Restell continuaba su negocio, la prensa no dejaba su reputación descansar. Fue bautizada "La Mujer más Malvada de Nueva York".

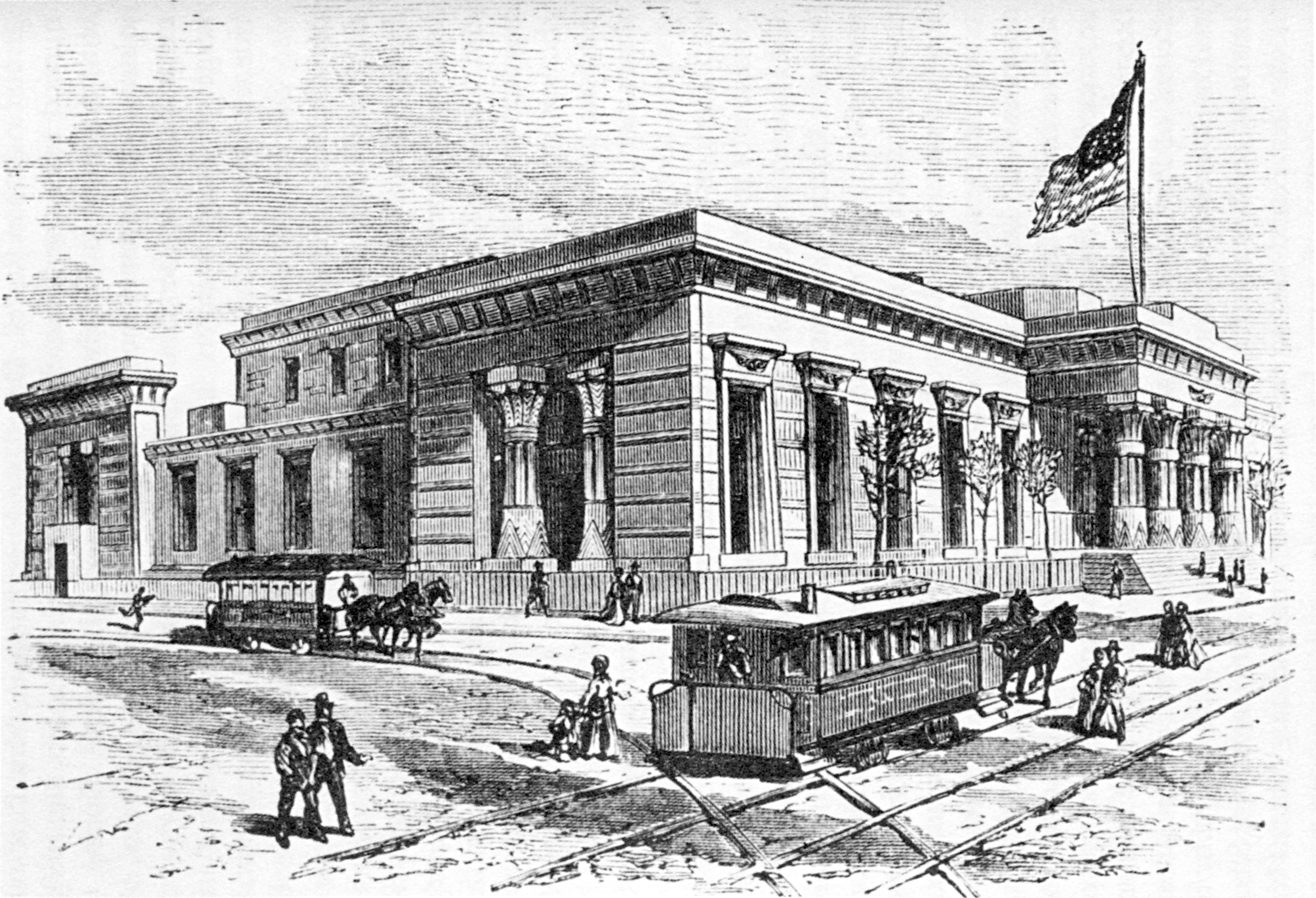
Salas de Justicia de Nueva York.

En 1855, Frederica Medinger, una inmigrante alemana, se acercó a Restell pidiéndole que se quedara en su habitación hasta el nacimiento de su hijo. Según Medinger, Restell le dio seis de sus píldoras al momento del nacimiento. Un día después, Medinger le pidió el niño y Mme. Restell le dijo que había desaparecido. Fue acusada de secuestro y de ser demasiado codiciosa. Cuando Restell fue llevada ante el tribunal, Medinger no apareció. Muchos supusieron que Restell le había pagado para que abandonara el caso. Restell fue puesta en libertad y la mujer y su criatura nunca fueron vistos otra vez. Se supuso que el niño fue adoptado por Restell.
Las diversas reacciones a Restell y su práctica en Nueva York se hicieron eco de las actitudes generales hacia el aborto en los Estados Unidos. Vendedores ambulantes en ciudades como Boston y Filadelfia oyeron de su éxito financiero y vendían píldoras para intentar capitalizar beneficios similares. Antes de sus propios problemas legales, Restell oyó historias de abortistas en Filadelfia y Lowell, Massachusetts acusados de asesinato, indicadores de una creciente oposición a la práctica a escala nacional. Un caso similar fue el del Dr. John Stevens, un médico que practicó un aborto a una joven de Boston apellidada Gallagher. Su muerte, consecuencia de esta operación de alto riesgo, llevó a Stevens a ser acusado de asesinato.
Aunque la guerra civil distrajo a muchos estadounidenses del debate sobre el aborto, su final permitió a algunos médicos regresar a su campaña contra él.
"Dado que el embrión, argumentaron, estaba completamente vivo desde el momento de la concepción, el aborto en cualquier momento — independientemente de si la madre había entrado en "aceleramiento" o no— era un asesinato puro y simple".
Mientras algunos médicos adoptaron posturas morales claras en el asunto, otros encontraron que su campaña aumentaba las probabilidades de que médicos no capacitados fueran penalizados, creando así el potencial de promover los objetivos profesionales de los activistas.
Madame Restell había amasado una fortuna. Poseía varias parcelas de tierra, una de las cuales ocupaba una extravagante mansión. Tenía los mejores caballos, carruajes, y vestidos de seda. La Guerra de Secesión dio a Mme. Restell la tapadera necesaria para continuar discretamente su negocio. A pesar de que  había sido encarcelada una vez y acusada varias, Restell finalmente siempre salía indemne.

## El engaño de Comstock
El inspector postal Anthony Comstock era un influyente reformador moral, que buscaba no solo regular la actividad sexual, sino la misma manera en que la sociedad pensaba en ello. Consideró que cualquier información con respecto a la prevención o terminación de un embarazo era pornográfica. En 1873, el Congreso de EE. UU. promulgó la "Ley de Comstock" la cual convirtió en ilegal hablar o distribuir cualquier cosa considerada obscena por el gobierno. Romper estas leyes era punible con seis meses a cinco años de prisión y una multa de $100-$2000.
Ann Lohman fue arrestada por Comstock, quien se hizo pasar por un cliente en busca de píldoras anticonceptivas y trajo a la policía al día siguiente para arrestarla. La fianza se fijó en $1000. Se dice que Madame Restell buscó en su bolso y sacó $10.000, pero el juez sólo aceptaba vínculos de fianza regular, así que Restell tuvo que pagarle a un fiador. Tras el arresto de Restell a principios de 1878, una sirvienta la descubrió en la bañera de su mansión en la Quinta Avenida; se había degollado la mañana del 1 de abril de 1878. A su muerte, se encontró que su fortuna ascendía a $500.000-$600.000 ($12,4 millones-$14,9 millones actuales).

## En la literatura
Ann Trow Lohman es reconocida como la inspiración para la heroína Annie "Axie" Muldoon de Kate Manning en su novela histórica My Notorius Life, publicada el 6 de junio de 2013 en Reino Unido por Bloomsbury Publishing.
Madame Restell es también un personaje prominente en la novela histórica de Marge Piercy, "Sex Wars", la cual describe el clima social y político que rodeaba a las actividades sexuales, físicas, y reproductivas de las mujeres estadounidenses durante la Edad Dorada.
Restell aparece como un personaje secundario en la novela de Gore Vidal 1876. Restell también aparece en la novela de Edward Rutherfurd New York.